# Coupe du monde masculine de volley-ball 1989
Navigation
Coupe du monde 1985 Coupe du monde 1991
La 5e Coupe du monde de volley-ball masculin 1989 a eu lieu au Japon du 17 au 26 novembre 1989.

## Formule de compétition
La Coupe du monde de volley-ball 1989 regroupe 8 équipes. Elle se compose des champions de 4 continents (Asie, Amérique du Nord, Amérique du Sud, Europe), de 3 vice-champions et du pays organisateur.
Les matches seront disputés en Round Robin. Chaque équipe rencontrera les autres (au total, 7 matches par équipe).

## Équipes présentes
- Japon : organisateur
- Cuba : champion d'Amérique du Nord
- Brésil : champion d'Amérique du Sud
- Corée du Sud : champion d'Asie
- URSS : champion d'Europe
- Cameroun : champion d'Afrique
- États-Unis : vice-champion d'Amérique du Nord
- Italie : vice-champion d'Europe

## Poule unique
| # | Équipe       | Pts | J | G | P | Pp  | Pc  | Ratio | Sp | Sc | Ratio |
| 1 | Cuba         | 14  | 7 | 7 | 0 | 343 | 219 | 1.566 | 21 | 3  | 7     |
| 2 | Italie       | 13  | 7 | 6 | 1 | 353 | 236 | 1.496 | 20 | 5  | 4     |
| 3 | URSS         | 12  | 7 | 5 | 2 | 331 | 295 | 1.122 | 16 | 11 | 1.455 |
| 4 | États-Unis   | 10  | 7 | 3 | 4 | 339 | 307 | 1.104 | 13 | 13 | 1     |
| 5 | Brésil       | 10  | 7 | 3 | 4 | 319 | 319 | 1     | 13 | 14 | 0.929 |
| 6 | Japon        | 9   | 7 | 2 | 5 | 306 | 308 | 0.994 | 10 | 16 | 0.625 |
| 7 | Corée du Sud | 9   | 7 | 2 | 5 | 247 | 334 | 0.74  | 7  | 17 | 0.412 |
| 8 | Cameroun     | 7   | 7 | 0 | 7 | 95  | 315 | 0.302 | 0  | 21 | 0     |

## Tableau final
| Place              | Équipe       |
| ------------------ | ------------ |
| Médaille d'or      | Cuba         |
| Médaille d'argent  | Italie       |
| Médaille de bronze | URSS         |
| 4                  | États-Unis   |
| 5                  | Brésil       |
| 6                  | Japon        |
| 7                  | Corée du Sud |
| 8                  | Cameroun     |

## Distinctions individuelles
- MVP : Karch Kiraly
- Meilleur attaquant : Renan Dal Zotto
- Meilleur contreur : Stefan Chrtiansky
- Meilleur serveur : Iaroslav Antonov
- Meilleur passeur : Dusty Dvorak